# Austrotinodes panamensis
Austrotinodes panamensis is een schietmot uit de familie Ecnomidae. De soort komt voor in het Neotropisch gebied.